# Forêts et brousses de Madagascar

Forêt à l'est de Madagascar, près de Manakara.

Les forêts et brousses de Madagascar forment une région écologique identifiée par le Fonds mondial pour la nature (WWF) comme faisant partie de la liste « Global 200 », c'est-à-dire considérée comme exceptionnelle au niveau biologique et prioritaire en matière de conservation. Elle regroupe trois écorégions terrestres malgaches :
- les forêts des basses terres de Madagascar
- les forêts subhumides de Madagascar
- les fourrés éricoïdes de Madagascar